# Brook Farm

Brook Farm, Gemälde von Josiah Wolcott, 1845

Brook Farm, historischer Plan um 1842

Brook Farm war eine von 1841 bis 1847 bestehende sozialutopische Lebens- und Arbeitsgemeinschaft in West Roxbury, das heute ein Stadtteil von Boston in Massachusetts ist. Gründer war der zum engsten Kreis der Transzendentalisten gehörende George Ripley, ein ehemaliger unitarischer Geistlicher, der sich von der Kirche gelöst hatte und nun mit Brook Farm einige sozialreformerische Ideen in die Tat umsetzte.

## Vorgeschichte
Bereits während seiner Zeit als Prediger galt George Ripley als undogmatisch und weltoffen. Seine Kenntnis der literarisch-philosophischen Strömungen in Europa, die er als Übersetzer und Herausgeber der 15-bändigen Sammlung Specimens of Foreign Standard Literature (ab 1838) erlangt hatte, ließen bei ihm eine kritische Grundhaltung gegenüber der kirchlichen Lehrmeinung entstehen, was schließlich zum Bruch führte. Ripley verließ 1841 seine Kanzel und kehrte nie wieder zurück. Er folgte damit Ralph Waldo Emerson, der schon einige Jahre zuvor sein geistliches Amt niedergelegt hatte. Zusammen mit ihm und anderen Intellektuellen hatte Ripley ab 1836 einen Gesprächskreis gebildet, der zur Keimzelle der ersten eigenständig geistigen Strömung in den Vereinigten Staaten wurde. Der Transzendentalismus hatte erheblichen Anteil am Entstehen eines amerikanischen Selbstbewusstseins.

## Ideelle Grundlagen
In der neuen Gemeinschaft sollte es weder Ausbeutung, Hierarchie noch Konkurrenzdenken geben.
Angestrebt wurde die Vervollkommnung des Einzelnen, der selbstbestimmt, frei und eigenverantwortlich aktiv wird, wobei er mit den anderen zum Wohle des Ganzen kooperiert.
Talente und Fähigkeiten sollten nicht zu Privilegien führen. Hand- und Geistesarbeit wurden als gleichwertig betrachtet. Frauen und Männer waren gleichgestellt und die Entlohnung war einheitlich. Es galt Arbeitspflicht sommers zehn Stunden, winters acht Stunden täglich, wobei die Art der Beschäftigung gewählt werden konnte. In religiöser Hinsicht herrschte Toleranz. Ansonsten sollte sich das Zusammenleben in der Kommune nach dem sozialistischen Gesellschaftsentwurf Charles Fouriers gestalten.

## Finanzielle Grundlagen
Zur Finanzierung des Projektes verkaufte Ripley Anteilscheine zu je 500 $, wobei er von einem Investitionsbedarf von 10.000 $ ausging. Auf jeden der 20 Anteilscheine sollten dementsprechend 5 % des zu erwirtschaftenden Gewinns fallen. (Der Wert eines Anteilscheines entsprach damals etwa dem durchschnittlichen Jahreseinkommen in der unteren Mittelschicht. Edgar Allan Poe verdiente zu der Zeit als Redakteur beim New Yorker Evening Mirror pro Woche 15 $, pro Jahr 780 $. Margaret Fuller hatte als Lehrerin kurzzeitig das ungewöhnlich hohe Jahresgehalt von 1000 $.)
Dem angestrebten genossenschaftlichen Konzept zufolge hätten die Kommunarden die Anteile selbst erwerben sollen, was jedoch nicht gelang. Tatsächlich gab es Investoren, die nicht Kommunarden wurden und Kommunarden, die nichts eingezahlt hatten. Ein Geldgeber, der gleich mehrere Anteilscheine kaufte, war der Maler Josiah Wolcott (1814–1885), der Brook Farm auf einigen Ölbildern festgehalten hat (s. Abb. oben). Die finanzielle Hauptlast trug jedoch von Anfang an Ripley, der auch seine wertvolle Privatbibliothek in das Projekt einbrachte.

The Hive (Der Bienenkorb), eines der zentralen Gebäude von Brook Farm. Im amerikanischen Bürgerkrieg Hauptquartier der 2. Massachusetts Infanterie (Camp Andrew)

Margaret Fuller's Cottage, vermutlich Originalzustand um 1890

## Materielle Grundlagen
Am 11. Oktober 1841 erwarb George Ripley die zum Verkauf stehende Farm von Charles und Maria Mayo Ellis in West Roxbury, die der Milcherzeugung diente. Abgerundet wurde der Kauf durch die benachbarte kleinere Keith-Farm, so dass anfänglich genügend Wohnhäuser, Stallungen und Scheunen vorhanden waren. Später kamen weitere Wohngebäude und ein Schulhaus hinzu. Für die bereits damals allseits verehrte Margaret Fuller, die nicht der Kommune angehörte, wurde ein eigenes Cottage errichtet. Bei der größten und letzten Baumaßnahme ab 1844 im Zuge der angestrebten Neuordnung im Sinne Fouriers, ging es um einen repräsentativen Gebäudekomplex (Phalanstère).

## Leben auf der Farm
Da das Gelände hügelig und sandig war und damit einen lohnenden Gemüse- oder Getreideanbau ausschloss, wurden von den Brook-Farmern neben Viehhaltung und Milchwirtschaft auch verschiedene Handwerke in kleinerem Rahmen ausgeübt. Schuhe, Kleidung, Heimtextilien und Haushaltsgegenstände konnten im nahen Boston verkauft werden. Als lukrativste Einnahmequelle stellte sich der Bereich Bildung und Erziehung heraus. Es wurden ein Kindergarten, eine Schule und verschiedene Möglichkeiten zur Erwachsenenbildung geboten. Zu den Lehrern gehörten der Musikpädagoge und Komponist William Henry Fry und John Sullivan Dwight. Die zahlreichen Besucher der Kommune aus nah und fern, unter ihnen der britische Sozialreformer Robert Owen, sorgten für Einnahmen aus dem Verkauf von Farmprodukten und ein bescheidenes Spendenaufkommen.
Zu den eifrigsten Unterstützern der Kommune gehörte Horace Greeley, Herausgeber der liberalen New York Tribune. Er war es, der das öffentliche Interesse wachhielt.
Das gesellschaftliche Leben auf der Farm war vielfältig, strahlte aus und bezog auch die Nachbarn mit ein. Sehr beliebt waren Musik- und Tanzveranstaltungen und Maskeraden.

## Schwierigkeiten
Das größte Problem von Anfang an war die unzureichende finanzielle Ausstattung. Hohe hypothekarische Belastungen bestanden die ganze Zeit über. Weitere Nachteile folgten aus dem mangelnden Fachwissen in Bezug auf landwirtschaftliche und kaufmännische Betriebsführung. Schwierigkeiten ergaben sich auch aus dem schwindenden Enthusiasmus. An seine Stelle traten Ernüchterung durch das Alltagsgeschehen und Unzufriedenheit, nachdem doch Unterschiede wahrgenommen wurden. Eine Gruppe trug Latzhose und arbeitete von morgens bis abends, die andere Gruppe unterrichtete stundenweise im feinen Dress. Eine Latzhose trug auch Nathaniel Hawthorne, der zu den Gründungsmitgliedern der Kommune gehörte. Bereits nach einem Jahr verließ er enttäuscht die Farm. Er sagte, dass er noch nie so hart hätte arbeiten müssen und vor lauter Arbeit nicht zu seiner Schriftstellerei gekommen sei. Seine zwiespältigen Erfahrungen auf Brook Farm fanden später Niederschlag in seinem Roman The Blithedale Romance.
Unruhe löste auch der Übertritt einiger Kommunarden zum Katholizismus aus, was in einem Fall die Abkehr von der Farm bedeutete. Parallel dazu führte der ausbleibende wirtschaftliche Erfolg mit der Zeit zu Einschränkungen in der täglichen Versorgung.

## Niedergang
Die Vorbereitungen Georg Ripleys, das Projekt Brook Farm strenger nach den Vorgaben Fouriers auszurichten (1844), markierten eine Wende, denn einige Kommunarden lehnten die Reform ab und verließen die Gemeinschaft. Die personelle Krise verschärfte sich 1845 durch den Ausbruch der Pocken, an denen über zwanzig Farmer erkrankten. Als größtes Unglück kam 1846 ein Großfeuer auf der Farm hinzu, das einige (unversicherte) Gebäude in Schutt und Asche legte. Dies war das Ende von Brook Farm. Nach Verkauf und Abwicklung verblieben Schulden von über 17.000 Dollar, die George Ripley persönlich übernahm. Seine Bibliothek war schon einige Zeit vorher zur Deckung zwischenzeitlicher Insolvenzen versteigert worden.

## Nachwort

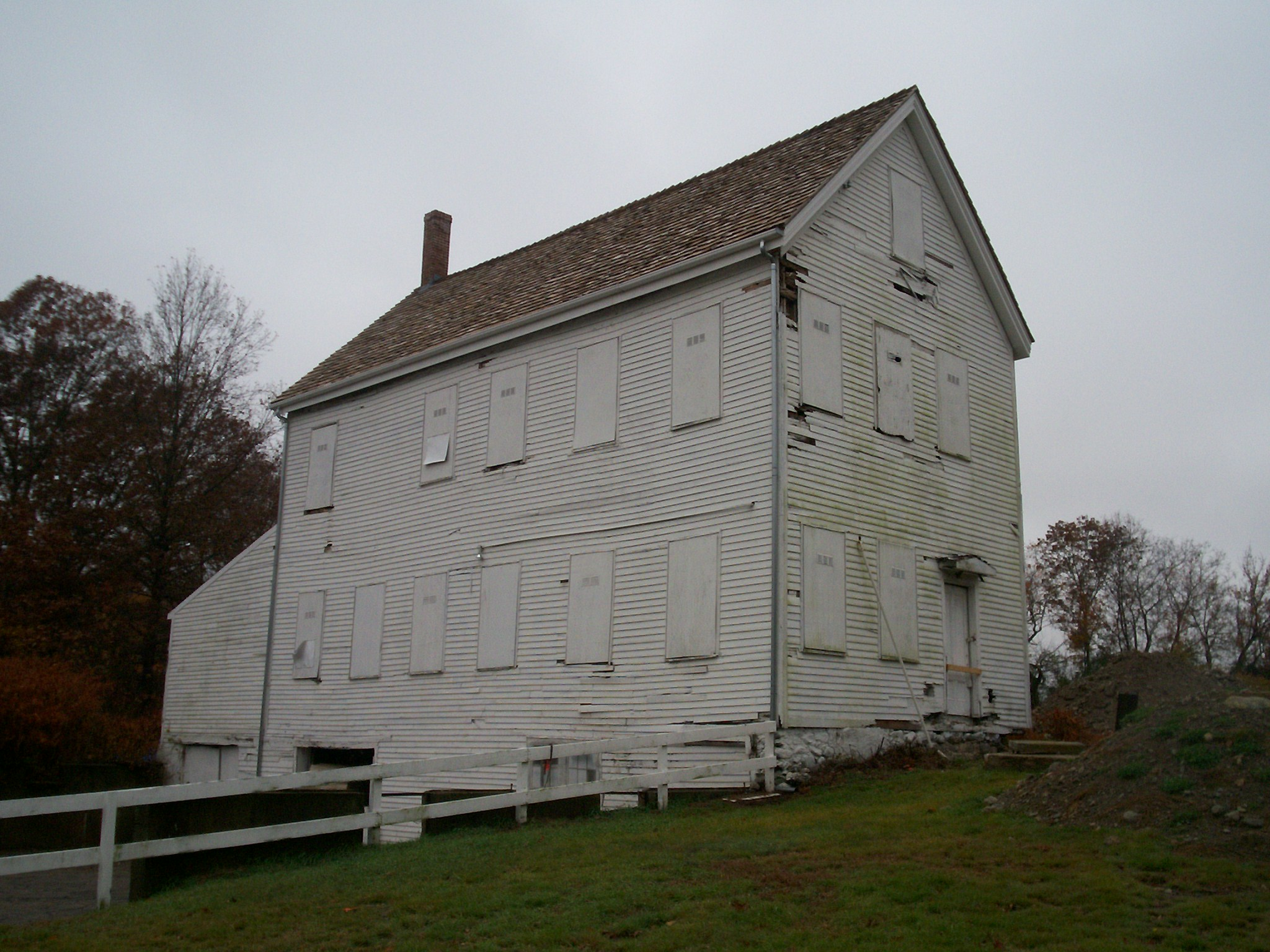
Druckerei auf der Brook Farm (2008)

Eine einhellig positive Bewertung bei den meisten Beteiligten fanden nur die ersten Jahre. Die Stimmung auf der Farm wurde als offen, leicht und heiter beschrieben. Rückblickend wollten selbst kritische Kommunarden ihre Erfahrungen nicht missen. Die Farm bestand unter anderem Eigentümer noch einige Jahre weiter – ebenfalls glücklos. 1855 erwarb der unitarische Geistliche James Freeman Clarke, einer der Transzendentalisten aus Ripley's Umkreis das Farmgelände, um ein ähnliches Projekt zu starten, was jedoch nicht zustande kam. Bei Ausbruch des amerikanischen Bürgerkrieges 1861 stellte Clarke als patriotischer Bürger der Nordstaaten und Gegner der Sklaverei sein Land kostenlos den Unionstruppen zur Verfügung. Das dort errichtete Camp Andrew diente der Ausbildung der Infanterie. Neben den historischen Erinnerungsstätten, die als Gesamtensemble seit Juli 1965 den Status einer National Historic Landmark haben, ist heute ein Teil als Landschaftsschutzgebiet ausgewiesen, andere Teile dienen als Friedhöfe.
Georg Ripley avancierte nach dem Fiasko mit Brook Farm zum einflussreichen Redakteur bei der New York Tribune. Seine Erfolge als Herausgeber enzyklopädischer Werke ermöglichten ihm die Tilgung der Schulden, wozu er 13 Jahre benötigte, und ein ehrenvolles Leben im Alter.